# Endlose Liebe
Endlose Liebe (englisch Endless Love) ist ein US-amerikanisches Filmdrama von Franco Zeffirelli aus dem Jahr 1981. Die Hauptrollen spielten Brooke Shields und Martin Hewitt. 2014 entstand unter dem Titel Endless Love ein Remake mit den Hauptdarstellern Alex Pettyfer und Gabriella Wilde.

## Handlung
Der 17-jährige David Axelrod und die 15-jährige Jade Butterfield sind unheimlich ineinander verliebt und gehen über jede Grenze hinaus. Zuerst schlafen sie abends miteinander am Kaminfeuer, und Jades Mutter Ann beobachtet die beiden von der Treppe aus. Anschließend schleicht David sich jede Nacht leise ins Haus, um bei Jade zu sein, was dazu führt, dass Jade nicht genug Schlaf hat und in der Schule durchhängt. Dann fällt Jades Vater Hugh eine Entscheidung, dass Jade und David sich einen Monat bis zum Ende des Schuljahres nicht mehr sehen dürfen.
Ein Schulkamerad erzählt David, dass er einmal das Haus seiner Eltern angezündet hatte und später als Held gefeiert wurde und die Mutter nie die Wahrheit erfahren hatte. David geht abends zu Jades Haus und, nachdem dort eine Party zu Ende gegangen ist, alle Gäste nach Hause gefahren sind und die Familie schlafen gegangen ist, legt er am Haus einen Brand, indem er ein Streichholz in einen nassen Zeitungsstapel legt. Er geht kurz vom Haus weg, kommt kurz darauf wieder und rettet die Familie, wofür er wie ein Held gefeiert wird. Er gibt aber wenig später seine Tat zu und wird wegen Brandstiftung zu fünf Jahren mit Bewährung verurteilt. Er kommt anschließend in eine psychiatrische Klinik, wo er Briefe an Jade schreibt, die von der Klinik aber nicht abgeschickt werden.
Durch die Vermittlung seiner Eltern wird er entlassen und kommt wieder zuhause in Chicago an. Er erfährt von seinem Vater, dass Jade mit ihrer Familie nach New York gezogen ist. Kurz darauf begibt er sich nach New York, und dort angekommen steht er bei Ann vor der Tür und unterhält sich mit ihr, dann erfährt er durch Anns Adressbuch, wo Jade wohnt. Er findet heraus, dass sie in Burlington im US-Bundesstaat Vermont lebt. David geht zum Busbahnhof, um nach Burlington zu fahren. Allerdings läuft er kurz davor Jades Vater Hugh und dessen neuer Lebensgefährtin Ingrid über den Weg. Hugh rennt über die Straße, um David zu verfolgen, wird von einem Taxi angefahren und stirbt am Unfallort. David geht zurück zu Anns Wohnung. Sie nehmen sich in den Arm. Dann gibt es einen kleinen Streit zwischen David und Keith, David übergibt Ann die Briefe für Jade und geht zurück zum Ivanhoe-Hotel.
Jade klopft an seinem Hotelzimmer, und die beiden reden miteinander. Jade sagt, sie hat alle Briefe gelesen und sie hätte Davids Leben ruiniert. Sie sagt David Lebewohl und möchte, dass David das erwidert, aber er kann es nicht. Er hält Jade fest, lässt sie aufs Bett fallen, legt sich auf sie und sagt zu ihr: „Ich liebe dich und ich weiß, dass du mich noch liebst“. Beide fangen an zu weinen und küssen sich leidenschaftlich. Jade und David sind dann wieder zusammen. Kurz darauf kommt Keith ins Hotel und möchte, dass Jade und David herunterkommen. Ingrid identifiziert David, er gibt zu, dass er an demselben Ort wie Hugh war und dass es ein Unfall war. Keith prügelt sich mit David, und David wird wegen seiner Bewährung von der Polizei verhaftet und kommt ins Gefängnis. Kurz vor Ende des Films redet Jade mit ihrer Mutter, dass David sie immer noch liebt und dass sie niemand mehr so lieben wird, wie David es tut.

## Besetzung und Synchronisation
Brooke Shields, die zum Zeitpunkt der Dreharbeiten 16 Jahre alt war und bereits durch ihre Hauptrolle in Die blaue Lagune (1980) große Bekanntheit erreichte, erhielt laut US-Medienberichten eine Gage in Höhe von 500.000 US-Dollar sowie eine prozentuale Beteiligung am Gewinn. In ihrem Vertrag war zudem festgelegt, dass sie nicht ohne ihre Zustimmung nackt gedreht werden darf. Für Martin Hewitt war der Film seine erste Hauptrolle, zuvor hatte er eine kleine Nebenrolle in General Hospital gespielt. James Spader wurde in seiner ersten großen Filmrolle als Jades Bruder besetzt. Tom Cruise agierte in diesem Film in seiner ersten Filmrolle.
Es gibt zwei deutsche Synchronfassungen zum Film. Die erste entstand im Jahr 1981, die zweite im Jahr 2005.
| Rolle             | Darsteller        | Synchronsprecher  | Synchronsprecher       |
| Rolle             | Darsteller        | 1981              | 2005                   |
| ----------------- | ----------------- | ----------------- | ---------------------- |
| Jade Butterfield  | Brooke Shields    | Marina Köhler     | Stephanie Kellner      |
| David Axelrod     | Martin Hewitt     | Martin Halm       | Jens-Holger Kretschmer |
| Ann Butterfield   | Shirley Knight    | Margot Leonard    | Dagmar Heller          |
| Hugh Butterfield  | Don Murray        | Ulrich Bernsdorff | Jürgen Kluckert        |
| Arthur Axelrod    | Richard Kiley     | Holger Hagen      | Hartmut Neugebauer     |
| Ingrid Orchester  | Penelope Milford  | Marion Hartmann   | Marianne Lutz          |
| Rose Axelrod      | Beatrice Straight | Ursula Traun      | Heidi Treutler         |
| Keith Butterfield | James Spader      | Ulf-Jürgen Wagner | Manuel Straube         |
| Billy             | Tom Cruise        | Gerhard Acktun    | John-Alexander Döring  |

## Hintergrund

### Drehbuch
Das Drehbuch basiert auf dem gleichnamigen Bestseller-Roman von Scott Spencer aus dem Jahr 1979, die Filmadaption wurde von Judith Rascoe geschrieben. Obwohl der Roman im Sommer 1969 spielt, verlegt der Film die Handlung in die frühen 1980er Jahre. Außerdem wurde Jades lesbische Beziehung verschwiegen und das Ende wurde umgeschrieben. Der Film verzichtet auch auf die nicht-chronologische Struktur des Romans und erzählt alle Ereignisse in chronologischer Reihenfolge. Scott Spencer sieht keine Ähnlichkeiten zwischen seinem Roman und dem Film. Allerdings förderte der Film den Verkauf seines Buches und half seiner Karriere als Drehbuchautor.

### Dreharbeiten
Die Dreharbeiten fanden zwischen dem 22. September und 19. Dezember 1980 statt. Gedreht wurde in Chicago, New York City, auf Long Island sowie in den Astoria Studios im New Yorker Stadtbezirk Queens. Ursprünglich sollten die Dreharbeiten bereits im Mai 1980 in US-Bundesstaat Kalifornien beginnen.

### Produktionskosten
Die beiden Medienkonzerne Polygram und Universal Pictures geben unterschiedliche Produktionskosten an. Laut Angaben des Medienunternehmens Polygram kostete der Film 9,7 Millionen US-Dollar. Universal Pictures gab wiederum an, dass der Film 14 Millionen US-Dollar gekostet habe.

### Altersfreigabe
Die MPAA vergab für erste Filmfassung ein X-Rating, die erste Fassung war für Jugendliche nicht geeignet. Laut der Variety betrug die Laufzeit der ersten Fassung rund drei Stunden. Regisseur Franco Zeffirelli nahm daraufhin – nach Rücksprache mit den beiden Produktionsgesellschaften Polygram und Universal Pictures – mehrere Kürzungen an den Liebesszenen zwischen Brooke Shields und Martin Hewitt vor, um eine niedrigere Altersfreigabe zu erreichen. Der Film wurde der MPAA fünfmal vorgelegt, bevor sie ihn mit einem R-Rating versah. Zeffirelli kürzte den Film auf unter zwei Stunden. In Deutschland erhielt der Film die Altersfreigabe FSK 12.

### Veröffentlichung
Die Filmpremiere fand am 16. Juli 1981 im Ziegfeld Theatre in New York City statt. Der Film startete am nächsten Tag in allen US-amerikanischen Kinos. Am 17. Dezember 1981 kam der Film in die bundesdeutschen Kinos. Am 6. August 1989 folgte beim DFF 1 die Erstausstrahlung im Fernsehen der DDR.
Der Film spielte weltweit rund 32,5 Millionen US-Dollar ein, davon allein 31,2 Millionen US-Dollar in den USA und Kanada. In der Bundesrepublik Deutschland verzeichnete der Film insgesamt 255.534 Kinobesucher.

## Rezeption
Endlose Liebe erhielt ein schlechtes Presseecho, was sich auch in den Auswertungen US-amerikanischer Aggregatoren widerspiegelt. So erfasst Rotten Tomatoes größtenteils kritische Besprechungen und ordnet den Film dementsprechend als „Gammelig“ ein. Laut Metacritic fallen die Bewertungen im Mittel „Grundsätzlich Ablehnend“ aus.
Roger Ebert schrieb in der Chicago Sun-Times, Martin Hewitt sei zwar ein guter Schauspieler, er sei aber in der Rolle von David fehlbesetzt. Ebert kritisierte außerdem einige Drehbuchschwächen und lobte die Darstellung sowie die Leinwandpräsenz von Brooke Shields. Richard Schickel kritisierte in TIME die „Distanz“, mit der der Regisseur die Hauptcharaktere darstellen würde, ohne den „sexuellen Magnetismus“ zwischen Jade und David ausreichend zu „betonen“.

„Kritiker: Fassen sich an die Birne. Publikum: Rennt kreischend aus dem Kino. Musterbeispiel einer verhunzten Literaturverfilmung“

Lionel Richie wurde für den Song Endless Love für den Oscar sowie den Golden Globe nominiert und gewann den American Society of Composers, Authors and Publishers Film and Television Music Award sowie den American Movie Award. Sein Song erreichte auch den ersten Platz der Chartliste Billboard Hot 100. Martin Hewitt und Brooke Shields wurden 1982 für den Young Artist Award nominiert. Der Film wurde 1982 für den Negativpreis Goldene Himbeere in sechs Kategorien nominiert, darunter für Franco Zeffirelli, Brooke Shields, Martin Hewitt, Shirley Knight und Judith Rascoe.